# کاستیلیونه دی سیچیلیا
کاستیلیونه دی سیچیلیا (به ایتالیایی: Castiglione di Sicilia) یک کومونه در ایتالیا است که در استان کاتانیا واقع شده‌است.

## خصوصیات
کاستیلیونه دی سیچیلیا ۱۲۰٫۵ کیلومترمربع مساحت و ۳٬۵۷۴ نفر جمعیت دارد و ۶۲۱ متر بالاتر از سطح دریا واقع شده‌است.

## خواهرخوانده
شهرهای کیلارنی و Tauves خواهرخوانده‌های کاستیلیونه دی سیچیلیا هستند.